# پرتقال زینتی
پرتقال زینتی (نام علمی: ×Citrofortunella microcarpa) نام یک گونه از تیره سدابیان است.